# Pselliophora hoppo
Pselliophora hoppo är en tvåvingeart som beskrevs av Matsumura 1916. Pselliophora hoppo ingår i släktet Pselliophora och familjen storharkrankar.
Artens utbredningsområde är Taiwan. Inga underarter finns listade i Catalogue of Life.